# Sebastiania rotundifolia
Sebastiania rotundifolia är en törelväxtart som beskrevs av Ferdinand Albin Pax och Käthe Hoffmann. Sebastiania rotundifolia ingår i släktet Sebastiania och familjen törelväxter. Inga underarter finns listade i Catalogue of Life.